# Šatov
Šatov település Csehországban, a Znojmói járásban. Šatov Havraníky, Hnanice és Chvalovice településekkel határos. Lakosainak száma 1168 fő (2024. január 1.).

## Népesség
A település lakosságának változását az alábbi diagram mutatja:
| Lakosok száma | 1564 | 2494 | 2079 | 1317 | 1168 | 1132 | 1136 | 1125 | 1082 | 1168 |
|               | 1869 | 1900 | 1921 | 1961 | 1980 | 2011 | 2016 | 2019 | 2021 | 2024 |